# Hermandad de Nazarenos de la Flagelación de Nuestro Padre Jesús de la Bondad y María Santísima del Consuelo (Ciudad Real)

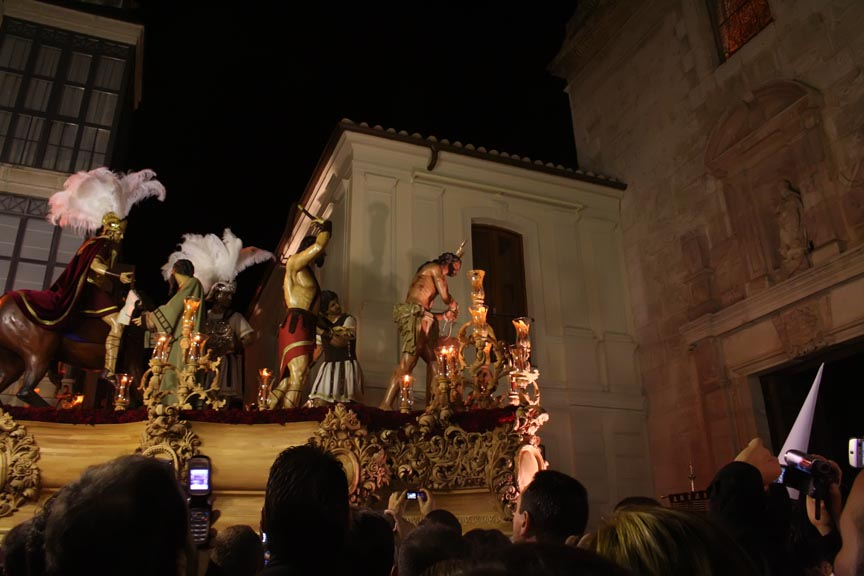
Paso de la Flagelación, como puede verse, aun por tallar el canasto y dorarlo

La Hermandad de la Flagelacion (nombre completo "Ilustre, Humilde Y Fervorosa Hermandad Y Cofradía De Nazarenos De La Flagelación De Nuestro Padre Jesús De La Bondad Y María Santísima Del Consuelo") procesiona el Miércoles Santo tarde por las calles de Ciudad Real..

## Historia
Fundada el 23 de marzo de 1983, día en que el Obispo Prior Rafael Torija de la Fuente refrendó sus estatutos. Es de las más jóvenes Hermandades de Ciudad Real y desarrolla gran actividad a lo largo de todo el año. Su primer Hermano Mayor fue hasta 1991, José Luis Martínez Aragón, su primera sede canónica la parroquia de Santiago Apóstol, denominándose inicialmente Cofradía del Amor Fraterno. Aunque la Hermandad fue fundada en la fecha referida, por circunstancias pasó varios años sin ningún tipo de actividad existiendo sólo de nombre hasta 1987 en que pasa a engrosar la lista de fundadores Emilio Martín Aguirre. Fue a partir de entonces cuándo empiezan a hacerse los primeros hermanos. 

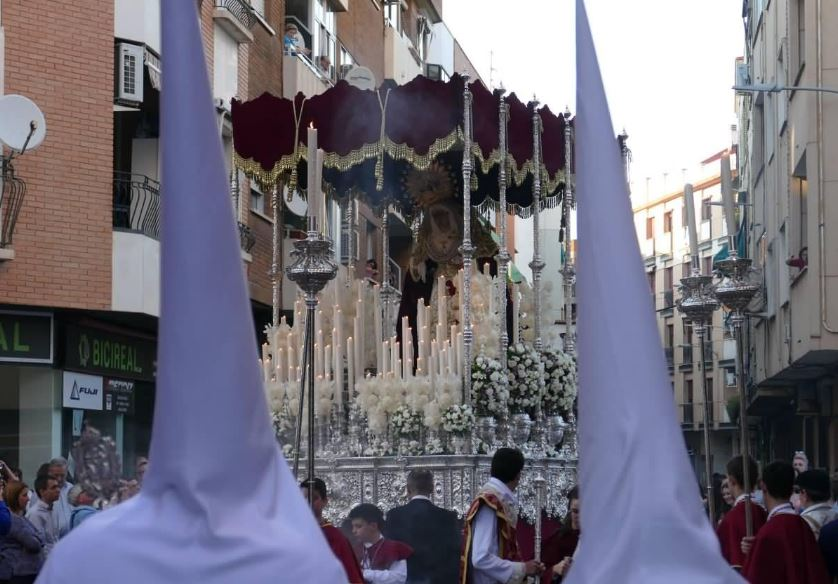
María Santísima del Consuelo (2017)

Encargada la realización en 1988, de la imagen de María Santísima del Consuelo al escultor sevillano Manuel Ramos Corona, la finalizó en 1989. A finales también de 1989 se encargó al escultor sevillano Fernando Castejón, la imagen de Ntro. Padre Jesús de la Bondad que en diciembre de 1991 llegó a Ciudad Real. 
El 28 de noviembre de 1990 se eligió la primera Junta de Gobierno en la primera Junta General de la Hermandad y el 15 de enero de 1991 aprobó el Sr. Obispo la realización del desfile procesional. Del 7 al 10 de marzo de 1991 en la capilla del convento de las Concepcionistas realizaron los primeros cultos, predicados por el sacerdote Narciso Perea Carrero, capellán de dicha comunidad. 
El Miércoles Santo, 27 de marzo de 1991 realizó su primera salida procesional a las 19,30 horas desde las cocheras del antiguo cuartel del Regimiento de Artillería de Ciudad Real. Para esta salida la Cofradía de Nuestra Señora de la Soledad de Ciudad Real, les dejó el juego de jarras de su paso de palio y Manuel de los Cobos les prestó como Cruz de Guía una de un Cristo de Cruz de Mayo, les acompañó en este primer desfile la Banda de Cornetas y Tambores de Castilla-La Mancha y la Agrupación Musical de Ciudad Real.
A comienzos de 1992 cambió su Sede Canónica de la parroquia de Santiago Apóstol a la de Santo Tomás de Villanueva. Se nombró al párroco Eugenio Sánchez Vega primer Consiliario, integrándose la Hermandad a partir de ese momento en la dinámica de la vida parroquial, participando en los campos de acción pastoral y social de esta, como la tradicional Campaña de Navidad de recogida de donativos y alimentos para los más necesitados del barrio que la hermandad realiza tradicionalmente o la ayuda al tercer mundo a través de ayuda a misiones de Guinea Ecuatorial y Honduras, becas de estudios etc., participación en cultos parroquiales o de la hermandad y organización de conferencias, actos formativos, etc.
También en 1992 inauguró su primera Casa Hermandad que fue la primera de estas características en Ciudad Real.
En la segunda salida procesional que realizó desde el Guardapasos de Semana Santa, cambió el itinerario tradicional, por el actual, siendo la primera Cofradía que pasó por el Pasaje de la Merced, posteriormente seguida por muchas otras hermandades. 
Desde 1994 en el mes de mayo realiza el Rosario de la Aurora con la imagen de Nuestra Señora del Consuelo y desde 1995 se lleva a cabo un Vía Crucis en Cuaresma con la imagen de Nuestro Padre Jesús de la Bondad en turno anual con el Cristo de las Penas, por las calles de la feligresía de Santo Tomás de Villanueva. También desde este año el día de la Inmaculada, se realiza una conferencia mariana y una función Eucarística y a partir de 1996 durante el Triduo en honor del Titular, juran Reglas los nuevos hermanos, se realiza un Vía Crucis claustral con la imagen del crucificado del Cristo Joven, a la imagen de María Santísima del Consuelo se la viste de hebrea y en Cuaresma la Hermandad hace su Pregón de Semana Santa.
En 1997 se incluyeron en el paso de Jesús de la Bondad las imágenes de un sayón y un soldado romano del escultor sevillano Manuel Ramos Corona, con orfebrería de Joaquín Osorio Sevilla en casco, corazas y brazalete del romano. 
Tanto el paso del Señor como el de la Virgen del Consuelo, van portados a hombros en costal por 48 y 42 hermanos costaleros cada uno. 
Debido al cambio de paso para el misterio, la anterior canastilla del Cristo de color caoba con siete placas y una central labradas de orfebrería Monchi de Torralba de Calatrava, diez guardabrisas en metal plateado de Manuel de los Ríos de Sevilla y cuatro maniguetas realizadas por Francisco Ortega, fue adquirida tras la Semana Santa de 2002 por la Cofradía Penitencial del Stmo. Cristo de la Unción y Ntra. Sra. de la Serenidad de Santiago de Compostela con cuya cofradía, se da la circunstancia que, se encuentra hermanada.
María Santísima del Consuelo viste saya bordada en oro y toca de sobremanto con el escudo de la parroquia de Sto. Tomás de Villanueva bordado en oro en los talleres de García y Poo de Sevilla, manto en granate liso de sastrería Alfredo y un alfiler con su nombre y cruz pectoral en plata sobredorada. Los varales, respiraderos y peana son de orfebrería Monchi de Torralba de Calatrava y las bambalinas y gloria del techo del palio bordadas en oro en los talleres sevillanos de García y Poo. El lienzo de la gloria es una pintura de la Virgen del Prado de Andrés Pastor. El juego de jarras del paso de palio en metal plateado son de orfebrería Maestrante de Sevilla, cuenta además el paso de palio con una imagen de la Inmaculada en metal plateado que luce en la delantera cerca del llamador. El último estreno son los candelabros de cola de orfebrería Manuel de los Ríos de Sevilla.
El paso Jesús de la Bondad se decoraba con claveles rojos ya a partir de 1999 se emplean lirios y el de la Virgen con claveles y gladiolos blancos. Desde 1993 hasta 1999 acompañó al paso del Señor la Banda de Tambores y Cornetas de Nuestro Padre Jesús Caído (hoy denominada Ntra. Sra. del Prado) a partir de entonces la acompañan agrupaciones musicales de diversos lugares.
En 1998 se le compuso por Rafael y Emilio Muñoz miembros de la agrupación musical de la Redención de Sevilla, Francisco Cano y Francisco Cuenca miembros de la Banda de Jesús Caído de Ciudad Real y el miembro de la Junta de gobierno Juan Carlos Mora Riballo la marcha Bondad y Consuelo, que fue estrenada por la Banda de Tambores y Cornetas de Nuestro Padre Jesús Caído en la parroquia Sto. Tomás de Villanueva, el 13 de marzo de 1999 como colofón al quinario a la Virgen. Este mismo año se fundó el coro de la Hermandad.
Entre otros enseres destacan la anterior Cruz de Guía (que ha sido cedida a la Hermandad del Encuentro) realizada con una viga de la iglesia de San Lorenzo de Sevilla, el Libro de Reglas, el estandarte corporativo bordado en los talleres de García y Poo de Sevilla, el Senatus, los cuatro faroles del paso del Cristo, los estandartes del Cristo y de la Virgen, la corona procesional del orfebre sevillano Antonio Sevilla.
En el 2000, la Hermandad estrenó la nueva Cruz de Guía en metal plateado, los faroles que la acompañan, las varas de la Junta de Gobierno, la candelería y el banderín del Grupo Joven. También estrenó una nueva imagen en el paso de misterio, un sayón en actitud de flagelar al Señor.
En el año 2001 se restauró y retalló de la imagen de Ntro. Padre Jesús de la Bondad por su propio escultor D. Fernando Castejón López y además se estrenó una saya de la Virgen del Consuelo de color azul Francia bordada en oro en los talleres García y Poo de Sevilla. También se estrenó la imagen de un sanedrita realizado por D. Manuel Ramos Corona para el paso de misterio y por último se estrenaron regaladas por el Grupo Joven de la Hermandad, las varas que sustituyeron a las velas que portaban los niños de la Hermandad. En 2003, la Hermandad estrenó la carpintería de la nueva canastilla de Bailac, candelabros de guardabrisas de Francisco Verdugo y romano a caballo de Manuel Ramos Corona, al año siguiente se talló la delantera de la canastilla del paso por Francisco José Verdugo Rodrigo de Sevilla y se adquirieron varitas de niños y candelabros para palio en metal plateado de la orfebrería de Manuel de los Ríos también de Sevilla. En 2005 se continuó con la talla de la trasera de la canastilla y se adquirieron candeleros de Manuel de los Ríos de Sevilla para el paso de palio. Se estrenó un estandarte del Cristo bordado en oro en los talleres García y Poo de Servilla con orfebrería en metal plateado. En 2006 se restauró la imagen de la Virgen por Manuel Ramos Corona y se terminó la candelería del palio. También se terminó el tallado de la trasera de la canastilla del paso de misterio y la talla de las cartelas. Se realizó una nueva talla de la Inmaculada del paso de palio en metal plateado.
El 16 de septiembre de 2017, para celebrar el XV aniversario de la imagen del Cristo, se realizó una procesión extraordinaria que salió de su sede canónica, la parroquia de Santo Tomás de Villanueva. La procesión, que recorrió lugares tan emblemáticos para la hermandad como el Camarín de la virgen del Prado o el Pasaje de la Merced, finalizó en el guardapasos.

## Túnica
Blanca con escudo bordado en el capillo y medalla colgada al cuello. Cinto granate, sandalias negras y calcetín blanco y cirio.